# Podocarpus gibbsiae
Podocarpus gibbsiae (також зустрічається помилкове написання Podocarpus gibbsii) — вид хвойних рослин родини подокарпових.

## Поширення, екологія
Країни поширення: Малайзія (Сабах). Живе на гірських хребтах на висоті від 1200 м до 2400 м над рівнем моря в мохових лісах. Здається, обмежується ультрамафітовим ґрунтом, отриманим з серпантином і аналогічними породами.

## Використання
Використання не зафіксовано для цього дерева.

## Загрози та охорона
Туризм становить потенційну небезпеку виникнення пожежі, до яких вид не пристосований. Практично вся світова популяція виду знаходиться в межах Національного парку «Гора Кінабалу».